# 翠雲堂
株式会社翠雲堂（すいうんどう）は、千葉県松戸市に本社工場を構える、日本の寺社建築、荘厳仏具、仏像を一貫して製作するメーカー。1932年（昭和7年）創業。

## 沿革
- 1964年（昭和39年）1月、松戸工場開設[2]

## メディア
- KENJYA GLOBAL （2020年7月）
- 私の道しるべ
- HISTORY  ×　貴島明日香（TOKYO MX 2022年8月）
- 竹内由恵のT-Times（ ニッポン放送　2021年10月）
- 「ROUTINE」× トリンドル玲奈 （TOKYO MX　2020年7月）

## その他
本社工場の敷地内に巨大な大仏の頭が置いてあり、工場に面した道から見える。

## 関連人物
- 山口もえ（山口之徳の孫で、次男・山口豊・現5代社長の次女にあたる）[3]